# Riatina subrostriata
Riatina subrostriata is een rechtvleugelig insect uit de familie krekels (Gryllidae). De wetenschappelijke naam van deze soort is voor het eerst geldig gepubliceerd in 1989 door Baehr.